# Les Chevaliers du futur
Pour plus de détails, voir Fiche technique et Distribution.
Les Chevaliers du futur (Knights) est un film américain réalisé par Albert Pyun, sorti en 1993.

## Synopsis
Dans un futur post-apocalyptique, Job, un cyborg vampire, asservit les Humains pour en faire du bétail. Nea, aidée du cyborg Gabriel, se révolte et combat pour libérer les siens.

## Fiche technique
- Titre : Les Chevaliers du futur
- Titre original : Knights
- Réalisation : Albert Pyun
- Scénario : Albert Pyun
- Production : Tom Karnowski
- Musique : Anthony Riparetti
- Photographie : George Mooradian (de)
- Montage : Dean Goodhill
- Décors : Phil Zarling
- Costumes : Lizz Wolf
- Pays d'origine : États-Unis
- Format : Couleurs - 1,85:1 - Dolby Surround - 35 mm
- Genre : Action, aventure et science-fiction
- Durée : 90 minutes
- Date de sortie : 17 novembre 1993 (sortie vidéo États-Unis)

## Distribution
- Kathy Long : Nea
- Kris Kristofferson : Gabriel
- Lance Henriksen : Job
- Scott Paulin : Simon
- Gary Daniels : David
- Nicholas Guest (en) : Farmer
- Vincent Klyn : Ty
- Ben McCreary : Chance
- Bob Brown : le maraudeur
- Jon H. Epstein : Matthew
- Burton Richardson : le garde
- Nancy Thurston : la femme bandit
- Brad Langenberg : Master Builder
- Edmund Tyler Wrenn : le garçon
- Clare Hoak : la mère

## Autour du film
- Le tournage s'est déroulé à Moab et Monument Valley, dans l'Utah.